# Avinguda de la Grande-Armée

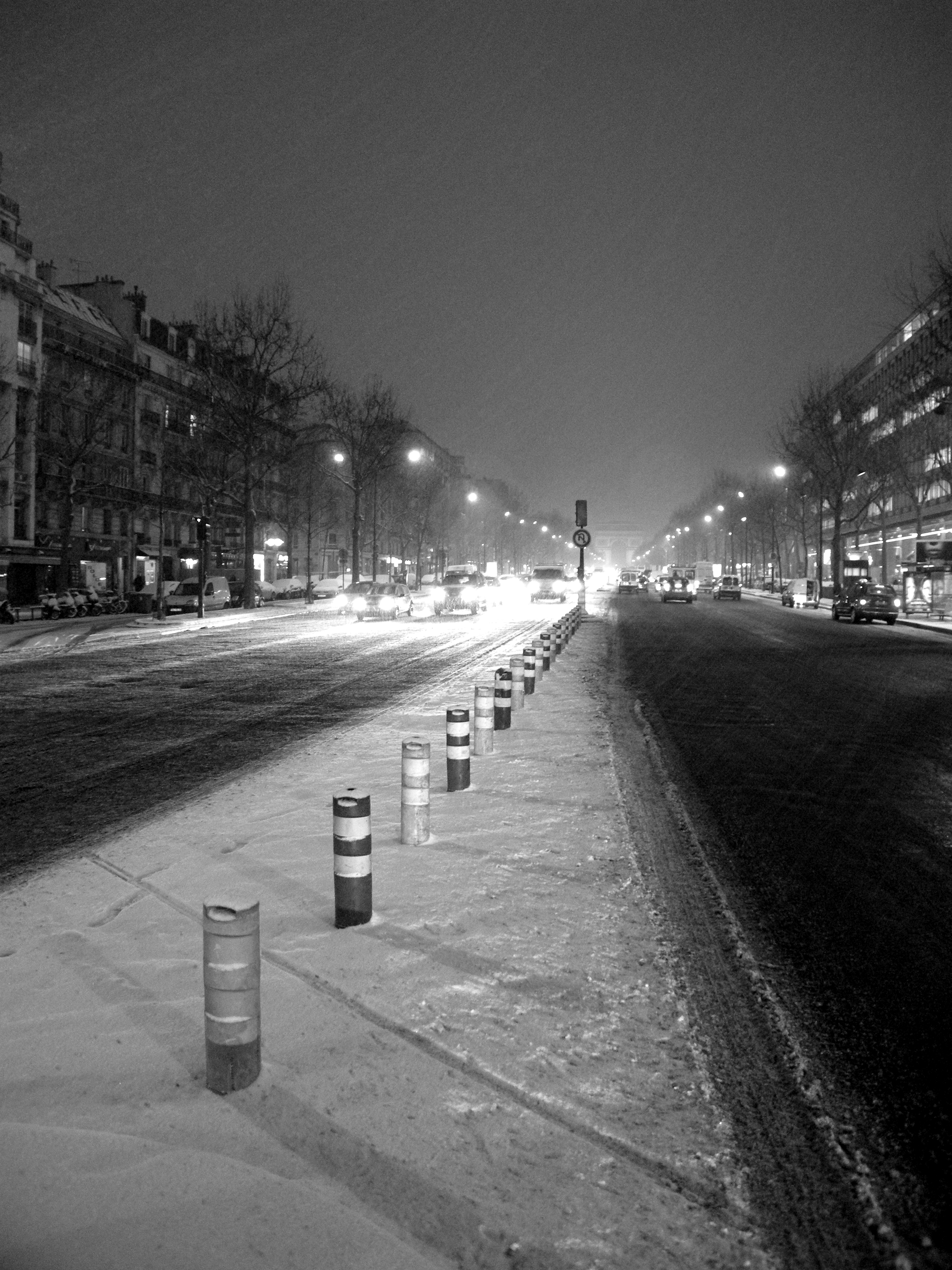
L'avinguda de la Grande-Armée a l'hivern

L'avinguda de la Grande-Armée és un carrer al límit del XVI i del XVII districte de París, partint de la plaça de l'Étoile i arribant a l'avinguda de Malakoff i el boulevard Pereire. La seva longitud és de 775 metres, i la seva amplada de 70 metres.
Anteriorment, era una part de la carretera nacional 13 i el seu nom era avinguda de la Porte-Maillot. El seu nom actual data de 1864, i ha estat denominada així en honor de la Grande Armée, que va fer les campanyes del Primer Imperi Francès.
L'avinguda de la Grande-Armée és la continuació de l'Avinguda dels Champs-Élysées, i prossegueix amb l'avinguda Charles de Gaulle a Neuilly-sur-Seine, en direcció a la Défense.